# Veitchia simulans
Espèce
Statut de conservation UICN

 DD  : Données insuffisantes
Veitchia simulans est une espèce de plantes de la famille des Arecaceae.

## Publication originale
- Gentes Herbarum; Occasional Papers on the Kinds of Plants 8: 506. 1957.